# 光島丸
光島丸（みつしままる）とは、かつて三菱汽船および三菱海運が運航していたタンカー。2TL型戦時標準船の一隻で、太平洋戦争中の南号作戦に参加して最後に帰還した船でもある。戦争を生き残り、戦後も石油輸送に任じた。

## 概要

### 建造から終戦まで
太平洋戦争時に制定された戦時標準船中のうちの2TL型は31隻が建造され、そのうち三菱汽船には4隻が割り当てられた。そのうちの「富島丸」は戦後に竣工したものの運輸省に売却され、同じく戦後に竣工したものの運輸省に売却となった「大杉丸」（大阪商船）および、南号作戦成功船ながら状態不良で廃船となった「東城丸」（大連汽船、10,045トン）とともに八戸港の防波堤となった。このため、三菱汽船割り当て分で竣工したのは「せりあ丸」（10,238トン）、「さばん丸」（10,241トン）と「光島丸」の3隻であった。
「光島丸」は2TL型戦時標準船の20番船として1944年（昭和19年）9月20日に三菱長崎造船所で起工し11月20日に進水、12月15日に竣工。建造日数は86日で、同型船31隻中4番目という早い日数であった。竣工後、「光島丸」は船舶運営会使用船となり、12月31日門司出港のヒ87船団に加わって南方へと向かう。しかし、1945年（昭和20年）1月7日に機関の不具合によって船団から離れ、駆逐艦「旗風」の護衛を得て高雄に向かった。修理の上1月10日に高雄を出港して船団に合流しようとしたが、不具合が再発して高雄に舞い戻る羽目となった。不具合は想像以上に大きく本格的な修理を行うこととなったが、左営に移った1月15日にアメリカ第38任務部隊（ジョン・S・マケイン・シニア中将）の艦載機による空襲を受ける。「光島丸」の被害は軽微だったが、ヒ84船団加入中に損傷し左営で修理中だった特設運送船（給油）「みりい丸」（三菱汽船、10,565トン）は被弾炎上して果てた。修理完了後「光島丸」は単独で1月29日に出港して南下船団を求めたが、出港日の夜にPBY カタリナからの爆撃を受け、60キロ爆弾一発が命中して小破するも不発であり、焼夷弾も投下され命中したが大過なかった。1月30日にヒ89船団と合流して南を目指し、2月8日に昭南（シンガポール）に到着した。
昭南でただちに原油の搭載に取り掛かるが、油漏れがひどく2月14日から18日まで修理が行われた。修理後、原油約12,000トン、重油約1,300トン、錫60トンおよびジルコン60トンを搭載し、女性21名を含む便乗者73名を乗船させた「光島丸」は、同型船2隻、「あまと丸」（石原汽船、10,238トン）と「富士山丸」（飯野海運、10,238トン）とともにヒ96船団を編成し、2月22日18時に昭南を出港して日本への航海を始める。しかし、2月27日にアメリカ潜水艦「ブレニー」 (USS Blenny, SS-324) の攻撃で「あまと丸」が沈没し、船団は一刻も早く海南島への逃げ込みを図るが、海南島が間近になった2月28日夜に夜間偵察機に接触され、針路を瓊州海峡に変えて航行を続ける。翌3月1日午後、臨高沖に差し掛かったところで爆撃を受け、投下された5発の爆弾のうち一発が船首貨物艙に命中して水線付近に破口を生じ、船首は海中に深く突っ込み始めた。便乗者8名が戦死するなど人的被害も生じたが、便乗者中の女性が「にわか看護婦」となって救護を務めた。懸命の排水作業の結果「光島丸」は沈没は免れたが、修理が必要となって3月7日に香港に入港。搭載してきた油類のうち2,500トンは放出され、10日間の修理が行われた。3月18日、修理を終えた「光島丸」は香港を出港し、海防艦「新南」などの護衛を得て中国大陸および朝鮮半島沿岸部の浅海を通過していき、3月27日に門司に到着した。
沖縄戦の本格的な開始の5日前に日本に到着した「光島丸」は、南号作戦最後の帰還船であった。便乗者は帰還のうれしさで涙にむせびながら上陸し、搭載物件のうち、重油は戦艦「大和」に移された。便乗者のうち、3月1日の爆撃損傷の際に救護活動で活躍した女性便乗者は、乗船当初は不安と恐怖に悩まされていたが徐々に気持ちがほぐれ、香港での修理の際には日本海軍からの下船要求を断るほどになっていた。石油還送の大任を果たした「光島丸」は4月10日に相生湾に回航され、修理の機会を待った。7月28日にはアメリカ第38任務部隊機の空襲を受けたが、至近弾と機銃掃射を受けただけで無事だった。

### 兵装
- 短20cm砲 1門
- 九六式25mm連装機銃 2基
- 九三式13mm単装機銃 4基、
- 爆雷
- 電波探信儀 1基
- 水中聴音機 1基。

### 戦後
8月15日の終戦を相生湾で迎えた「光島丸」は播磨造船所で修理を受け、GHQの日本商船管理局（en:Shipping Control Authority for the Japanese Merchant Marine, SCAJAP）によりSCAJAP-X020の管理番号を与えられた。1946年（昭和21年）4月からは横浜港と宇品でステーション・タンカーとなる。2年後の1948年（昭和23年）7月、GHQは日本に残されたタンカーを動員して、ペルシア湾沿岸からの石油輸送を行わせることとした。「光島丸」は同年8月12日に横浜を出港してバーレーンに向かったのを皮切りに、サウジアラビアのラスタヌラなどへの航海を58航海行った。この間の1949年（昭和24年）4月1日、連合国の方針に基づく財閥解体政策によって三菱汽船は解散され、事業と所有船を元手に極東海運が設立されたため、「光島丸」も極東海運に移籍。同年6月2日、極東海運は三菱海運に社名変更。
1951年（昭和24年）、「光島丸」はB.V.船級取得改造工事を受ける。
1959年（昭和34年）12月25日、「光島丸」は第15次計画造船で建造される新造船と入れ替わるように坂口興産に売却されて解体された。

## 同型船
戦時標準船2TL型
- あかね丸（石原汽船）
- 天栄丸（日東汽船）
- 仁栄丸（日東汽船）
- 東邦丸（二代）（飯野海運）
- 太栄丸（日東汽船）
- 光栄丸（日東汽船）
- はりま丸（石原汽船）
- せりあ丸（三菱汽船/日本油槽船）（南号作戦成功）
- ありた丸（石原汽船）
- 富士山丸（二代）（飯野海運）（南号作戦成功）
- 大邦丸（飯野海運）
- あまと丸（石原汽船）
- さばん丸（三菱汽船/乾汽船）[22]
- 海邦丸（飯野海運）
- 宗像丸（昭和タンカー）
- 玉栄丸（日東汽船/日本水産）
- 松島丸（日本海洋漁業）
- 極運丸（極洋捕鯨）
- 明石丸（西大洋漁業）
- 第二建川丸（川崎汽船）
- 東城丸（大連汽船）（南号作戦成功）
- 瑞雲丸（岡田商船）（特TL型）[23]
- 山汐丸（山下汽船）（特TL型）
- 雄洋丸（浅野物産/森田汽船）
- 勝邦丸（飯野海運）
- 忠栄丸（日東汽船）
- 千曲丸（日本郵船）
- 富島丸（三菱汽船）（戦後竣工も運輸省に売却、沈船防波堤となる）
- 大杉丸（大阪商船）（戦後竣工も運輸省に売却、沈船防波堤となる）
- 千種丸（日本郵船/大洋漁業）（特TL型・戦後竣工）
- 第三八紘丸（共同企業）（未成）
- 大櫻丸（未成）
- 未命名（未成）[24]